# Енсеноботрия
Енсеноботрия (лат. Jensenobotrya) — монотипный род суккулентных растений семейства Аизовые (Aizoaceae), подсемейства Ruschioideae. На 2023 год, включает один вид — Jensenobotrya lossowiana, произрастающий на территории Намибии.

## Название
Родовое латинское название Jensenobotrya происходит от имени Эмиля Енсена (нем. Emil Jensen, 1889–1963), немецкого морского офицера, бухгалтера и ботаника-любителя. Во время Первой мировой войны он служил в Императорском флоте Германии и достиг звания лейтенанта. В 1936 году он эмигрировал в Цумеб, Намибия, где его интерес к суккулентам начал развиваться. В период с 1940 по 1943 годы он был интернирован в лагере «Андалусия» в Южной Африке, а затем вернулся в Германию. Во время пребывания в Андалусии он посещал лекции Ханса Херре (нем. Hans Herre, 1895–1979), куратора гербария Стелленбос, что значительно расширило его ботанические знания. Эмиль Енсен особенно интересовался флорой Намибии, особенно растением Вельвичией удивительной (Welwitschia mirabilis), и в течение нескольких лет совершал экспедиции в центральную и южную части пустыни Намиб, а также в другие места, часто в сотрудничестве с другими ботаниками. Он опубликовал несколько ботанических статей и провел детальное исследование растения Акантосициоса ощетиненной (Acanthosicyos horridus). В 1955 году он вернулся в Юго-Западную Африку, которая сейчас называется Намибией, где, в частности, отвечал за развитие выдающегося ботанического отдела одного из музеев Свакопмунда.
Вторая часть названия рода происходит от др.-греч. βότρυς, bótrus, что означает «гроздь винограда», и отсылает к толстым и округлым листьям данного растения.
Видовой эпитет lossowiana был дан в честь доктора Отто фон Лоссова (нем. Otto von Lossow), который был практикующим врачом, натуралистом и альпинистом из Людерица (Намибия). Он был близким другом Ханса Херре и внес значительный вклад в документирование флоры Намибии.

## Описание
Jensenobotrya lossowiana — густо облиственный полегающий кустарник, образующий большие плотные ковры диаметром от 40 до 100 см. Ее листья сросшиеся у основания, имеют почти шаровидную форму и расположены супротивно. При выращивании листья удлиняются и приобретают булавовидную форму. Листья тупые, слегка килеватые, сочные, их диаметр составляет около 5-7 мм у прикорневых листьев и 12-15 мм у верхушечных. Они гладкие, восковые и могут быть разных оттенков, включая серо-зеленый, серовато-розовый, красноватый или пурпурно-зеленый. На каждом конце ветви обычно находятся две или три пары функциональных листьев, при этом вторая и/или третья пара постепенно увядают по мере возвращения влаги к верхней паре. Растение отличается от многих других пустынных растений тем, что устьица (дыхательные поры) не заглублены.

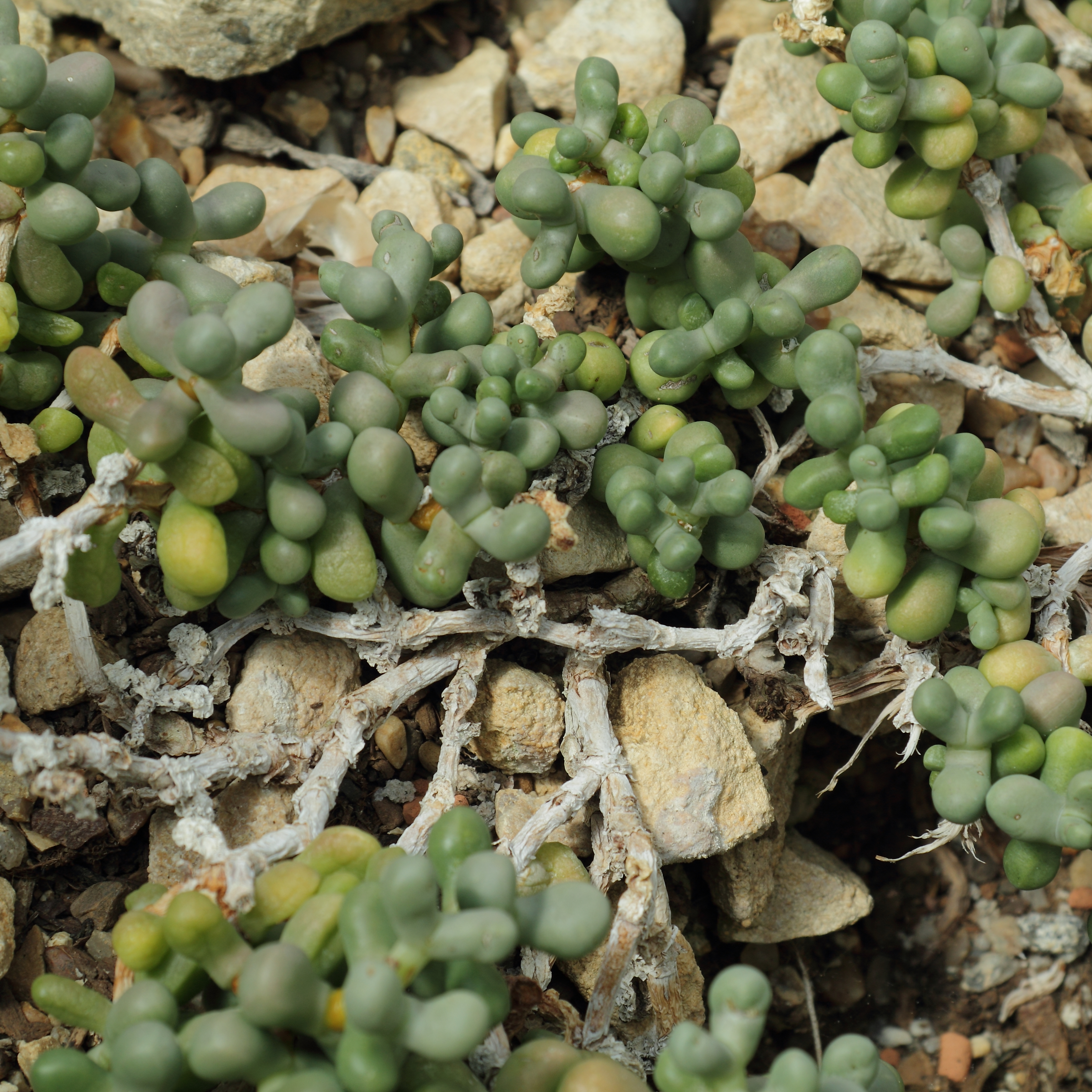
Листья

Цветки двудольные, бледно-розовые, часто с белым основанием. Их диаметр составляет примерно 20-25 мм, а количество лепестков варьирует от 40 до 60. Чашелистиков у цветков пять, они имеют красновато-фиолетовый цвет и тупые концы с тонкими полупрозрачными краями. Цветоножки длиной около 10 мм. Нектарные железы расположены в кольце по краю цветка и имеют темно-зеленый цвет. Тычинок от 170 до 250, они раскидистые, около 3-4 мм длиной, с белыми нитями и желтыми пыльниками. У растения нет нитевидных стаминодий. Завязь плоская или вогнутая сверху, а в центре верхушки завязи возникают пять шиловидных рылец. Плоды представляют собой быстро засыхающие коробочки с пятью гнездами. Они имеют длину основания, равную ширине, и их диаметр составляет около 10-12 мм. Коробочки имеют воронковидную форму с незначительно выпуклыми боками и килями. Капсулы мягкие и быстро распадаются. Семена имеют сферическую форму и размер примерно 0,5 х 0,8-1 мм. Они окрашены в желтый до красновато-коричневого цвета и имеют темно-коричневые сосочки, что придает им пятнистый вид.

## Распространение

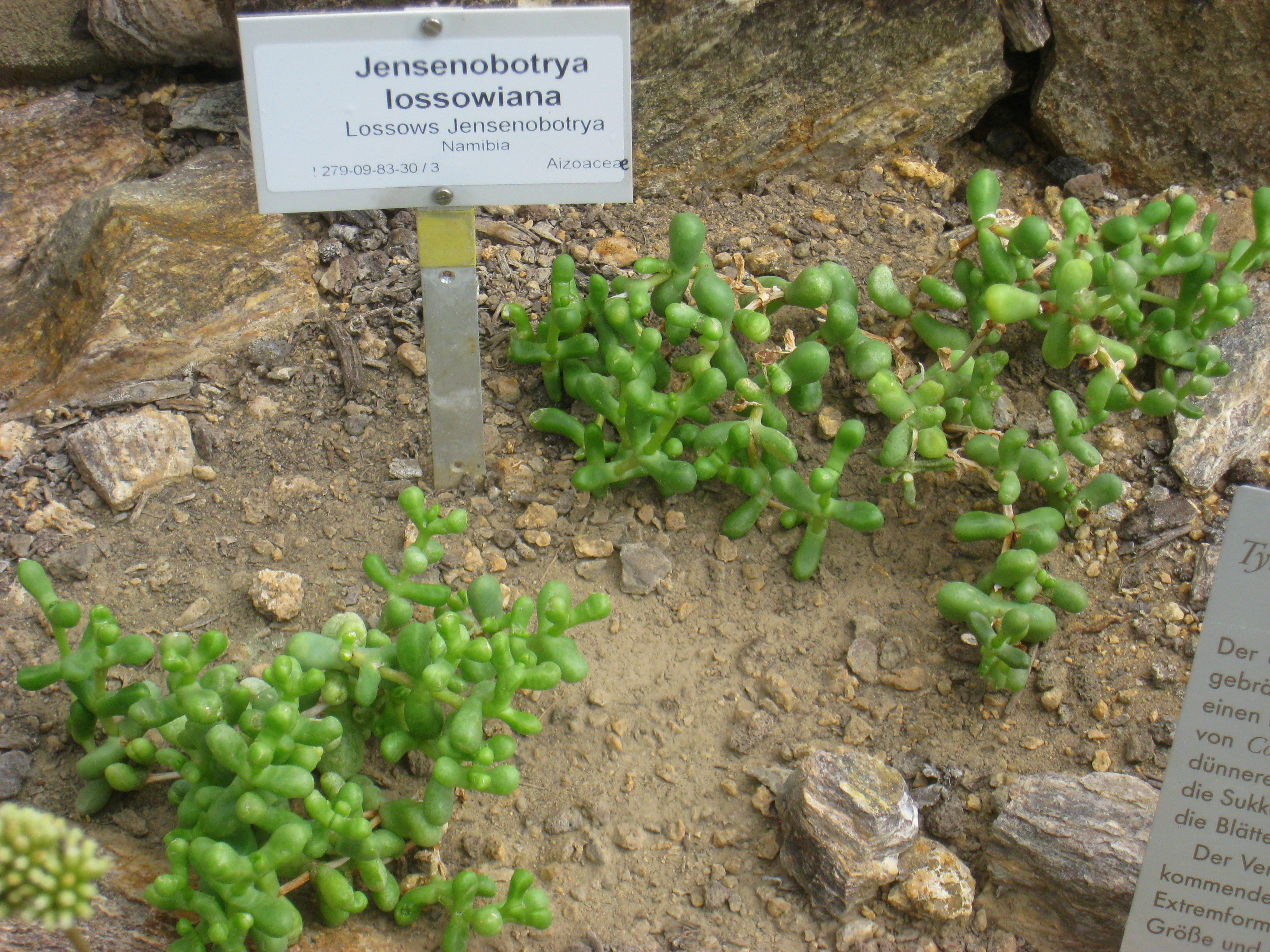
Образец Jensenobotrya lossowiana в Ботаническом саду, Берлин-Далем, Берлин, Германия

Jensenobotrya lossowiana происходит из уникального географического места на Долфин-Хилл, небольшой изолированной горы, состоящей из песчаника, и расположенной в ограниченной алмазной зоне Намибии между Уолфиш-Бей и Людерицем. Доступ к этому месту возможен только на лодке или через лагуну во время отлива.
Высота Долфин-Хилла составляет от 20 до 100 метров над уровнем моря. Растение процветает на песчаной почве в расщелинах гнейса, среди обломков кварцитового песчаника у моря. Это очень неплодородная среда обитания, почти лишенная растительности, и ветви Енсеноботрии часто покрыты лишайниками. На Долфин-Хилл могут процветать растения, которым может быть несколько сотен лет, такие как Вельвичия удивительная (Welwitschia mirabilis), которые выживают благодаря туману и соленым туманам, приносимым с Атлантического океана.
Осадки на этой территории выпадают преимущественно зимой в виде циклонических холодных фронтов и составляют от 15 до 20 мм в год. Температура остается прохладной в течение всего года, за исключением периодов, когда температура может достигать более 40°C. В этой области очень мало растений, за исключением Jensenobotrya lossowiana, Drosanthemum luederitzii, Lycium decumbens, Tylecodon schaeferianus, Pelargonium cortusifolium, Pteronia spinulosa и Tetragonia decumbens. Размножение Енсеноботрии происходит через проростки, которые развиваются в подходящих щелях, создавая новые растения.
Jensenobotrya lossowiana хорошо защищена благодаря своему росту в очень изолированном и нетронутом месте. На востоке ее окружают высокие песчаные дюны, а на западе простирается Атлантический океан. Хотя в этой области отсутствуют крупные травоядные, растения Jensenobotrya lossowiana являются очень хрупкими и легко повреждаются. Однако, несмотря на свою уязвимость, растение выживает благодаря своей способности выносить экстремальные условия среды обитания.

## Охранный статус
Jensenobotrya lossowiana подвергается угрозе потери своей среды обитания. Из-за своей редкости и уникальности, растение получило повышенное внимание и интерес у садоводов и коллекционеров. Благодаря легкости содержания и относительной легкости возделывания, Jensenobotrya lossowiana стала широко распространенным таксоном вне своей родины.
Однако сохранение естественных популяций Jensenobotrya lossowiana остается важной задачей для защиты редких и уязвимых видов растений. Меры охраны и устойчивого использования должны быть предприняты, чтобы сохранить естественное место обитания Jensenobotrya lossowiana и обеспечить его выживание в долгосрочной перспективе. Это включает контроль доступа к месту обитания, образовательные программы и устойчивое использование для удовлетворения интересов коллекционеров и садоводов без ущерба для природных популяций растения.

## Таксономия
Jensenobotrya A.G.J.Herre, первое упоминание в Sukkulentenkunde 4: 79 (1951).

### Виды
По данным сайта Plants of the World Online, род включает один подтвержденный вид:
- Jensenobotrya lossowiana A.G.J.Herre

## Выращивание
Растение легко размножается черенками, которые следует высадить в песок. Черенки рекомендуется предварительно обработать фунгицидом. Укоренение происходит быстро, и уже скоро можно будет перенести молодые растения на новое место.
Jensenobotrya lossowiana лучше всего выращивать в контейнерах или, в сухом климате, на крутых полутенистых или солнечных насыпях. Он относится к растениям, требующим зимне-летнего режима полива, поэтому поливать следует осторожно в течение всего года (из-за зависимости от регулярных туманов). Он предпочитает прохладную обстановку, особенно яркое освещение или утреннее солнце. Рекомендуется высаживать его в гравийную почву. Следует учитивать, что Jensenobotrya lossowiana очень хрупкий и требует минимального вмешательства. Он растет медленно, и при выращивании в контейнере может принимать поникшую форму. Растения можно подкармливать мягким органическим удобрением.